# Pirosfejű aratinga
A pirosfejű aratinga (Psittacara erythrogenys), korábban Gvajakil-papagáj, a madarak osztályának papagájalakúak (Psittaciformes) rendjébe és a papagájfélék (Psittacidae) családjába tartozó faj.

## Rendszerezése
A fajt René Primevère Lesson angol ornitológus írta le 1844-ben, Psittacara (psittacus) Erythrogenys néven.

## Előfordulása
Dél-Amerika északnyugati részén, Ecuador és Peru területén honos. Természetes élőhelyei a szubtrópusi vagy trópusi síkvidéki esőerdők, száraz erdők és szavannák. Vonuló faj.
Betelepítették az Amerikai Egyesült Államok Kalifornia, Florida és Hawaii államaiba, valamint Puerto Rico területére is.

## Megjelenése
Testhossza 33 centiméter. Tollazata zöld, kivéve a fej nagy részét, a pofák alsó részét, a szárnyéleket, a szárnyszegélyét, a kis- és a közép-alsó szárnyfedőit, valamint a combjait, melyek vörösek.

## Életmódja
Magvakkal és gyümölcsökkel táplálkozik.

## Szaporodása
Fészekalja 3-4 fehér tojásból áll, melyen 23 napig kotlik. A fiókák kirepülési ideje még 50 nap.

## Természetvédelmi helyzete
Az elterjedési területe még elég nagy, de csökken, egyedszáma 6700 példány körüli és szintén csökken. A Természetvédelmi Világszövetség Vörös listáján mérsékelten fenyegetett fajként szerepel.